# Bošany
Bošany (in ungherese Bossány) è un comune della Slovacchia facente parte del distretto di Partizánske, nella regione di Trenčín.